# Tour de la Isla de Chongming
El Tour de la Isla de Chongming (oficialmente: Tour of Chongming Island y en mandarín: 年环崇明岛) son varias carreras ciclistas femeninas chinas que se disputan en la isla fluvial de Chongming y Shanghái en China. También hubo una carrera masculina en 2006.
La primera carrera en crearse fue la masculina a mediados del mes de mayo de 2006 con el nombre oficial de Tour of Chongming Island formando parte del UCI Asia Tour, dentro de la categoría 2.2 (última categoría del profesionalismo); un año después se crearon las femeninas una con el mismo nombre que la masculina y la otra una contrarreloj con el nombre oficial de Tour of Chongming Island Time Trial ambas de categoría .2 (última categoría del profesionalismo) hasta que en 2009 ascendieron a la categoría .1 en el caso de la carrera por etapas máxima categoría del profesionalismo para carreras por etapas femeninas (aunque en 2013, tras la introducción de la categoría 2.HC, se quedó en un segundo escalón pero solo ese año ya que esa categoría superior solo existió en ese año 2013). En 2010 desapareció la contrarreloj creándose en su lugar una carrera de un día llamada oficialmente Tour of Chongming Island World Cup integrándose en la Copa del Mundo de Ciclismo femenina.
La masculina tuvo cinco etapas mientras que la femenina siempre ha tenido al principio cuatro y desde 2010 tres. La contrarreloj tuvo unos 20 kilómetros y siempre se disputó un día antes que la carrera por etapas, mientras que la carrera de un día puntuable para la copa del Mundo se ha disputado cuatro días después que la carrera por etapas.

## Nombre de las carreras
| Año       | Femenina por etapas      | Femenina Copa del Mundo            | Femenina Contrarreloj               | Masculina por etapas     |
| --------- | ------------------------ | ---------------------------------- | ----------------------------------- | ------------------------ |
| 2006      | No se disputó            | No se disputó                      | No se disputó                       | Tour of Chongming Island |
| 2007-2009 | Tour of Chongming Island | No se disputó                      | Tour of Chongming Island Time Trial | No se disputó            |
| 2010-2015 | Tour of Chongming Island | Tour of Chongming Island World Cup | No se disputó                       | No se disputó            |
| 2016-     | Tour of Chongming Island | No se disputó                      | No se disputó                       | No se disputó            |

## Palmarés

### Femenino

#### Carrera por etapas
| Año  | Ganador           | Segundo              | Tercero            |           |
| ---- | ----------------- | -------------------- | ------------------ | --------- |
| 2007 | Li Meifang        | Ellen van Dijk       | Belinda Goss       |           |
| 2008 | Li Meifang        | Meng Lang            | Sha Hui            |           |
| 2009 | Chloe Hosking     | Marlen Jöhrend       | Zhao Na            |           |
| 2010 | Ina Teutenberg    | Kirsten Wild         | Rochelle Gilmore   |           |
| 2011 | Ina Teutenberg    | Annemiek van Vleuten | Monia Baccaille    |           |
| 2012 | Melissa Hoskins   | Monia Baccaille      | Liesbet de Vocht   |           |
| 2013 | Annette Edmondson | Chloe Hosking        | Lucy Garner        |           |
| 2014 | Kirsten Wild      | Shelley Olds         | Giorgia Bronzini   |           |
| 2015 | Kirsten Wild      | Roxane Fournier      | Annalisa Cucinotta |           |
| 2016 | Chloe Hosking     | Huang Ting-ying      | Leah Kirchmann     |           |
| 2017 | Jolien D'Hoore    | Kirsten Wild         | Chloe Hosking      |           |
| 2018 | Charlotte Becker  | Shannon Malseed      | Anastasia Chursina |           |
| 2019 | Lorena Wiebes     | Jutatip Maneephan    | Lotte Kopecky      |           |
| 2020 | cancelada         | cancelada            | cancelada          | cancelada |
| 2021 | cancelada         | cancelada            | cancelada          | cancelada |
| 2022 | cancelada         | cancelada            | cancelada          | cancelada |
| 2023 | Chiara Consonni   | Mylène de Zoete      | Daria Pikulik      |           |
| 2024 | Marta Lach        | Mylène de Zoete      | Scarlett Souren    |           |
| 2025 |                   |                      |                    |           |

#### Copa del Mundo
| Año  | Ganador            | Segundo           | Tercero          |
| ---- | ------------------ | ----------------- | ---------------- |
| 2010 | Ina Teutenberg     | Kirsten Wild      | Rochelle Gilmore |
| 2011 | Ina Teutenberg     | Lizzie Armitstead | Charlotte Becker |
| 2012 | Shelley Olds       | Melissa Hoskins   | Monia Baccaille  |
| 2013 | Tetyana Riabchenko | Giorgia Bronzini  | Amy Pieters      |
| 2014 | Kirsten Wild       | Elena Cecchini    | Giorgia Bronzini |
| 2015 | Giorgia Bronzini   | Kirsten Wild      | Fanny Riberot    |

#### Contrarreloj
| Año  | Ganador          | Segundo         | Tercero          |
| ---- | ---------------- | --------------- | ---------------- |
| 2007 | Yong Li Liu      | Li Meifang      | Ellen van Dijk   |
| 2008 | Li Meifang       | Li Wang         | Yong Li Liu      |
| 2009 | Bridie O'Donnell | Svitlana Haliuk | Madeleine Sandig |

### Masculino

#### Carrera por etapas
| Año  | Ganador          | Segundo       | Tercero      |
| ---- | ---------------- | ------------- | ------------ |
| 2006 | Robert McLachlan | Nolan Hoffman | Tobias Erler |

## Otras clasificaciones

### Carrera por etapas
| Año |
| --- |

## Palmarés por países

### Femenino
| País         | Victorias |
| ------------ | --------- |
| Australia    | 4         |
| Alemania     | 3         |
| Países Bajos | 3         |
| China        | 2         |
| Bélgica      | 1         |
| Italia       | 1         |
| Polonia      | 1         |

| País           | Victorias |
| -------------- | --------- |
| Alemania       | 2         |
| Estados Unidos | 1         |
| Lituania       | 1         |
| Países Bajos   | 1         |
| Italia         | 1         |

| País      | Victorias |
| --------- | --------- |
| China     | 2         |
| Australia | 1         |

### Masculino

#### Carrera por etapas
| País      | Victorias |
| --------- | --------- |
| Australia | 1         |